# 奥林匹克运动会篮球奖牌得主列表
奥林匹克运动会篮球奖牌得主列表列出在奥林匹克运动会篮球比赛中获得奖牌的运动员。篮球于1936年成为奥运正式项目，起初仅设立男子五人制项目，1976年奥运开始增设女子五人制项目。2020年东京奥运又增设男女三人制项目。

## 男子

### 篮球
| 届数                     | 金牌 | 银牌 | 铜牌 |
| 1936 柏林                | 美国（USA） · 萨姆·巴尔特 · 拉尔夫·毕晓普 · 乔·福滕伯里 · 特克斯·吉本斯 · 弗朗西斯·约翰逊 · 卡尔·诺尔斯 · 弗兰克·卢宾 · 阿特·莫尔纳 · 唐纳德·派珀 · 杰克·拉格兰 · 威拉德·施密特 · 卡尔·夏伊 · 杜安·斯旺森 · 比尔·惠特利                                 | 加拿大（CAN） · 戈登·艾奇逊 · 伊恩·艾利森 · 阿特·查普曼 · 查克·查普曼 · 爱德华·道森 · 欧文·梅列茨基 · 道格·佩登 · 詹姆斯·斯图尔特 · 马尔科姆·怀斯曼 | 墨西哥（MEX） · 卡洛斯·博尔哈 · 比克托·博尔哈 · 鲁道夫·乔佩雷纳 · 路易斯·伊格纳西奥·德拉维加 · 劳尔·费尔南德斯 · 安德烈斯·戈麦斯 · 西尔维奥·埃尔南德斯 · 弗朗西斯科·马丁内斯 · 赫苏斯·奥尔莫斯 · 何塞·潘普洛纳 · Greer Skousen                                                                 |
| 1948 伦敦                | 美国（USA） · 克利夫·巴克 · 唐·巴克斯代尔 · 拉尔夫·贝尔德 · 卢·贝克 · 文斯·博里拉 · 戈登·卡彭特 · 亚历克斯·格罗扎 · 华莱士·琼斯 · 鲍勃·库兰 · 雷·兰普 · R·C·皮茨 · 杰西·雷尼克 · 杰基·鲁宾逊 · 肯尼·罗林斯                                              | 法国（FRA） · 安德烈·巴雷 · 米歇尔·博纳维 · 安德烈·比菲埃 · 勒内·肖卡 · René Dérency · Maurice Desaymonnet · 安德烈·埃旺 · 莫里斯·吉拉尔多 · 费尔南·吉尤 · 雷蒙·奥夫内 · 雅克·佩里耶 · 伊万·克南 · Lucien Rebuffic · 皮埃尔·蒂奥隆                                                     | 巴西（BRA） · 阿尔戈当 · Bráz · Ruy de Freitas · Marcus Vinícius Dias · 阿丰索·埃沃拉 · 亚历山大·热米尼亚尼 · Alfredo da Motta · 阿尔贝托·马尔松 · Nilton Pacheco · Massinet Sorcinelli |
| 1952 赫尔辛基            | 美国（USA） · 罗恩·邦当 · 马克·弗赖伯格 · 韦恩·格拉斯哥 · 查利·霍格 · 比尔·霍格兰 · 约翰·凯勒 · 迪安·凯利 · 鲍勃·肯尼 · 鲍勃·库兰 · 比尔·林哈德 · 克莱德·拉福莱特 · 弗兰克·麦凯布 · 丹·皮平 · 豪伊·威廉斯                                               | 苏联（URS） · Stepas Butautas · Nodar Dzhordzhikiya · Anatoly Konev · Otar Korkia · Heino Kruus · Ilmar Kullam · Justinas Lagunavičius · Joann Lõssov · Aleksandr Moiseyev · Yuri Ozerov · Kazys Petkevičius · Stasys Stonkus · Maigonis Valdmanis · Vikto Vlasov                      | 乌拉圭（URU） · 马丁·阿科斯塔-拉拉 · 恩里克·巴利尼奥 · Victorio Cieslinskas · 埃克托尔·科斯塔 · 内尔松·德马尔科 · 埃克托尔·加西亚 · Tabaré Larre Borges · 阿德西奥·隆巴尔多 · 罗伯托·洛韦拉 · 塞尔希奥·马托 · 维尔弗雷多·佩莱斯 · 卡洛斯·罗塞略                                                |
| 1956 墨尔本              | 美国（USA） · K·C·琼斯 · 伯德特·哈尔多森 · 卡尔·凯恩 · 吉尔伯特·福特 · 迪克·布什卡 · 吉姆·沃尔什 · 查克·达林 · 威廉·埃文斯 · 比尔·霍格兰 · 罗伯特·让杰勒德 · 比尔·拉塞尔 · 罗恩·汤姆西克                                                                | 苏联（URS） · Arkady Bochkaryov · Maigonis Valdmanis · Viktor Zubkov · Jānis Krūmiņš · Algirdas Lauritėnas · Valdis Muižnieks · Yuri Ozerov · Kazys Petkevičius · Mikhail Semyonov · Stasys Stonkus · Mikhail Studenetsky · Vladimir Torban                                            | 乌拉圭（URU） · 卡洛斯·布利克森 · 拉米罗·科尔特斯 · 埃克托尔·科斯塔 · 内尔松·切列 · 内尔松·德马尔科 · 埃克托尔·加西亚 · 卡洛斯·冈萨雷斯 · 塞尔希奥·马托 · Oscar Moglia · 劳尔·梅拉 · Ariel Olascoaga · 米尔顿·斯卡龙                                                                           |
| 1960 罗马                | 美国（USA） · 杰伊·阿尔内特 · 沃尔特·贝拉米 · 鲍勃·布泽 · 特里·狄辛格 · 伯德特·哈尔多森 · 达拉尔·伊姆霍夫 · 艾伦·凯利 · 莱斯特·莱恩 · 杰里·卢卡斯 · 奥斯卡·罗伯逊 · 阿德里安·史密斯 · 杰里·韦斯特                                                       | 苏联（URS） · Yuri Korneev · Jānis Krūmiņš · Guram Minashvili · Valdis Muižnieks · Cesars Ozers · Aleksandr Petrov · Mikhail Semyonov · Vladimir Ugrekelidze · Maigonis Valdmanis · Albert Valtin · Gennadi Volnov · Viktor Zubkov                                                     | 巴西（BRA） · Edson Bispo dos Santos · Moyses Blas · Waldemar Blatskauskas · 阿尔戈当 · Carmo de Souza · Carlos Domingos Massoni · Waldyr Geraldo Boccardo · Wlamir Marques · Amaury Antônio Pasos · Fernando Pereira de Freitas · Antonio Salvador Sucar · Eduardo Schall Jatyr               |
| 1964 东京                | 美国（USA） · 吉姆·巴恩斯 · 比尔·布拉德利 · 拉里·布朗 · 乔·考德威尔 · 梅尔·康茨 · 迪克·戴维斯 · 沃尔特·哈泽德 · 卢克·杰克逊 · 皮特·麦卡弗里 · 杰夫·穆林斯 · 杰里·希普 · 乔治·威尔逊                                                                     | 苏联（URS） · Armenak Alachachian · Nikolai Bagley · Vyacheslav Khrynin · Juris Kalnins · Yuri Korneev · Jānis Krūmiņš · Jaak Lipso · Levan Moseshvili · Valdis Muižnieks · Aleksandr Petrov · Aleksandr Travin · Gennadi Volnov                                                       | 巴西（BRA） · Edson Bispo dos Santos · Friedrich Wilhelm Braun · Carmo de Souza · Carlos Domingos Massoni · Wlamir Marques · Victor Mirshawka · Amaury Antônio Pasos · Ubiratan Pereira Maciel · Antonio Salvador Sucar · Jatyr Eduardo Schall · José Edvar Simones · Sergio de Toledo Machado |
| 1968 墨西哥城            | 美国（USA） · 迈克·巴雷特 · 约翰·克劳森 · 唐·迪伊 · 卡尔文·福勒 · 斯宾瑟·海伍德 · 小比爾·霍斯凱特 · 吉姆·金 · 格林·索尔特斯 · 查理·斯科特 · 迈克·西利曼 · 肯·斯佩恩 · 乔·乔·怀特                                                                        | 南斯拉夫（YUG） · 德拉古廷·切尔马克 · 克雷希米尔·乔西奇 · 弗拉迪米尔·茨韦特科维奇 · 伊沃·达内乌 · 拉迪沃伊·科拉奇 · 特拉伊科·拉伊科维奇 · 佐兰·马罗耶维奇 · 德拉戈斯拉夫·拉日纳托维奇 · 佩塔尔·斯坎西 · 达米尔·绍尔曼 · 尼古拉·普莱恰什 · 阿廖沙·若尔加                                | 苏联（URS） · Anatoli Polivoda · Anatoli Krikun · Vadim Kapranov · Vladimir Andreev · Sergei Kovalenko · Modestas Paulauskas · Jaak Lipso · Gennadi Volnov · Priit Tomson · Zurab Sakandelidze · Yury Selichov · 謝爾蓋·貝洛夫                                                                 |
| 1972 慕尼黑              | 苏联（URS） · Anatoli Polivoda · Modestas Paulauskas · Zurab Sakandelidze · Alzhan Zharmukhamedov · Aleksandr Boloshev · Ivan Edeshko · 謝爾蓋·貝洛夫 · Mikheil Korkia · Ivan Dvorny · Gennadi Volnov · Alexander Belov · Sergei Kovalenko              | 美国（USA） · 肯尼思·戴维斯 · 道格·科林斯 · 汤姆·亨德森 · 迈克·班图姆 · 博比·琼斯 · 德怀特·琼斯 · 詹姆斯·福布斯 · 吉姆·布鲁尔 · 汤姆·伯利森 · 汤姆·麦克米伦 · 凯文·乔伊斯 · 埃德·拉特利夫 · [a]                                                                                        | 古巴（CUB） · 胡安·多梅克 · 鲁佩托·埃雷拉 · 胡安·罗加 · 佩德罗·查佩 · 何塞·米格尔·阿尔瓦雷斯 · 拉斐尔·卡尼萨雷斯 · 孔拉多·佩雷斯 · 米格尔·卡尔德龙 · 托马斯·埃雷拉 · 奥斯卡·巴罗纳 · 亚历杭德罗·乌赫列斯 · Franklin Standard                                                                   |
| 1976 蒙特利爾            | 美国（USA） · 菲尔·福特 · 史蒂夫·谢泼德 · 阿德里安·丹特利 · 沃尔特·戴维斯 · 奎因·巴克纳 · 厄尼·格伦费尔德 · 肯尼·卡尔 · 斯科特·梅 · 泰特·阿姆斯特朗 · 汤姆·拉加德 · 菲尔·哈伯德 · 米契·庫普恰克                                                         | 南斯拉夫（YUG） · 布拉戈亚·格奥尔基耶夫斯基 · 德拉甘·基恰诺维奇 · 温科·耶洛瓦茨 · 拉伊科·日日奇 · 热利科·耶尔科夫 · 安德罗·克内戈 · 佐兰·斯拉夫尼奇 · 克雷希米尔·乔西奇 · 达米尔·绍尔曼 · 扎尔科·瓦拉伊奇 · 德拉任·达利帕吉奇 · 米尔扎·德利巴希奇                                      | 苏联（URS） · Vladimir Arzamaskov · Aleksandr Salnikov · Valeri Miloserdov · Alzhan Zharmukhamedov · Andrei Makeyev · Ivan Edeshko · 謝爾蓋·貝洛夫 · Vladimir Tkachenko · Anatoli Myshkin · Mikheil Korkia · Alexander Belov · Vladimir Zhigily                                                |
| 1980 莫斯科              | 南斯拉夫（YUG） · 安德罗·克内戈 · 德拉甘·基恰诺维奇 · 拉伊科·日日奇 · 米霍维尔·纳基奇 · 热利科·耶尔科夫 · 布兰科·斯克罗切 · 佐兰·斯拉夫尼奇 · 克雷希米尔·乔西奇 · 拉特科·拉多万诺维奇 · 杜耶·克尔斯图洛维奇 · 德拉任·达利帕吉奇 · 米尔扎·德利巴希奇     | 意大利（ITA） · 罗密欧·萨凯蒂 · 罗伯托·布鲁纳蒙蒂 · 米夏埃尔·西尔韦斯特 · 恩里科·吉拉尔迪 · 法布里齐奥·德拉菲奥里 · 马尔科·索尔弗里尼 · 马尔科·博纳米科 · 迪诺·梅内金 · 雷纳托·维拉尔塔 · 伦佐·韦基亚托 · 皮耶路易吉·马尔佐拉蒂 · 彼得罗·杰内拉利                                      | 苏联（URS） · Stanislav Eremin · Valeri Miloserdov · Sergei Tarakanov · Aleksandr Salnikov · Andrei Lopatov · Nikolai Derugin · 謝爾蓋·貝洛夫 · Vladimir Tkachenko · Anatoli Myshkin · Sergejus Jovaiša · Alexander Belostenny · Vladimir Zhigily                                              |
| 1984 洛杉矶              | 美国（USA） · 史蒂夫·奥尔福德 · 莱昂·伍德 · 帕特里克·尤因 · 沃恩·弗莱明 · 阿爾文·羅伯遜 · 迈克尔·乔丹 · 乔·克莱恩 · 乔恩·考恩凯克 · 韦曼·蒂斯代尔 · 克里斯·穆林 · 萨姆·帕金斯 · 杰夫·特纳                                                               | 西班牙（ESP） · 何塞·曼努埃尔·贝兰 · 何塞·路易斯·略伦特 · 费尔南多·阿塞加 · 何塞普·马里亚·马加利 · 安德烈斯·希门尼斯 · 费尔南多·罗迈 · 费尔南多·马丁 · 胡安·安东尼奥·科尔巴兰 · 伊格纳西奥·索洛萨瓦尔 · 胡安·多明戈·德拉克鲁斯 · 胡安马·洛佩斯·伊图里亚加 · 胡安·安东尼奥·圣埃皮法尼奥 | 南斯拉夫（YUG） · 德拉任·彼得罗维奇 · 亚历山大·彼得罗维奇 · 内博伊沙·佐尔基奇 · 拉伊科·日日奇 · 伊万·苏纳拉 · 埃米尔·穆塔普契奇 · 萨比特·哈季奇 · 安德罗·克内戈 · 拉特科·拉多万诺维奇 · 米霍维尔·纳基奇 · 德拉任·达利帕吉奇 · 布兰科·武基切维奇                                                |
| 1988 汉城                | 苏联（URS） · Alexander Volkov · Tiit Sokk · Sergei Tarakanov · Šarūnas Marčiulionis · Igors Miglinieks · Valeri Tikhonenko · Rimas Kurtinaitis · 阿维达斯·萨博尼斯 · Viktor Pankrashkin · Valdemaras Chomičius · Alexander Belostenny · Valery Goborov | 南斯拉夫（YUG） · 德拉任·彼得罗维奇 · 兹德拉夫科·拉杜洛维奇 · 佐兰·丘图拉 · 托尼·库科奇 · 扎尔科·帕斯帕利 · 热利科·奥布拉多维奇 · 尤雷·兹多夫茨 · 斯托伊科·弗兰科维奇 · 弗拉德·迪瓦茨 · 弗拉尼奥·阿拉波维奇 · 迪诺·拉贾 · 丹科·茨维蒂恰宁                                              | 美国（USA） · 米奇·里奇蒙德 · 查尔斯·E·史密斯 · 查尔斯·D·史密斯 · 比姆博·科尔斯 · 杰夫·格雷尔 · 威利·安德森 · 斯泰西·奥格蒙 · 丹·马尔利 · 丹尼·曼宁 · J·R·里德 · 大卫·罗宾逊 · 何塞·霍金斯 |
| 1992 巴塞罗那            | 美国（USA） · 查尔斯·巴克利 · 拉里·伯德 · 克莱德·德雷克斯勒 · 帕特里克·尤因 · 魔术师约翰逊 · 迈克尔·乔丹 · 克里斯蒂安·莱特纳 · 卡爾·馬龍 · 克里斯·穆林 · 斯科蒂·皮蓬 · 大卫·罗宾逊 · 约翰·斯托克顿                                                      | 克罗地亚（CRO） · 弗拉丹·阿拉诺维奇 · 弗拉尼奥·阿拉波维奇 · 丹科·茨维蒂恰宁 · 阿兰·格雷戈夫 · 阿里扬·科马泽茨 · 托尼·库科奇 · 阿拉米斯·纳格利奇 · 韦利米尔·佩拉索维奇 · 德拉任·彼得罗维奇 · 迪诺·拉贾 · 让·塔巴克 · 斯托伊科·弗兰科维奇                                                | 立陶宛（LTU） · Romanas Brazdauskis · Valdemaras Chomičius · Darius Dimavičius · Gintaras Einikis · Sergejus Jovaiša · Artūras Karnišovas · Gintaras Krapikas · Rimas Kurtinaitis · Šarūnas Marčiulionis · Alvydas Pazdrazdis · 阿维达斯·萨博尼斯 · Arūnas Visockas                            |
| 1996 亚特兰大            | 美国（USA） · 查尔斯·巴克利 · 格蘭特·希爾 · 安芬尼·哈达威 · 大卫·罗宾逊 · 斯科蒂·皮蓬 · 米奇·里奇蒙德 · 雷吉·米勒 · 卡爾·馬龍 · 约翰·斯托克顿 · 沙奎尔·奥尼尔 · 加里·佩頓 · 哈基姆·奥拉朱旺                                                             | 南斯拉夫（YUG） · 米罗斯拉夫·贝里奇 · 德扬·博迪罗加 · 萨沙·达尼洛维奇 · 弗拉德·迪瓦茨 · 亚历山大·乔尔杰维奇 · 尼古拉·隆查尔 · 萨沙·奥布拉多维奇 · 扎尔科·帕斯帕利 · 热利科·雷布拉查 · 佐兰·萨维奇 · 德扬·托马舍维奇 · 米伦科·托皮奇                                                    | 立陶宛（LTU） · Gintaras Einikis · Andrius Jurkūnas · Artūras Karnišovas · Rimas Kurtinaitis · Darius Lukminas · Šarūnas Marčiulionis · Tomas Pačėsas · 阿维达斯·萨博尼斯 · 绍柳斯·什托姆贝尔加斯 · Rytis Vaišvila · Eurelijus Žukauskas · 明道加斯·茹考斯卡斯                                 |
| 2000 悉尼 （詳細）       | 美国（USA） · 谢里夫·阿布杜-拉希姆 · 雷·阿伦 · 维恩·贝克 · 文斯·卡特 · 凯文·加内特 · 蒂姆·哈达威 · 阿兰·休斯顿 · 贾森·基德 · 安东尼奥·麦克戴斯 · 阿朗佐·莫宁 · 加里·佩頓 · 史蒂夫·史密斯                                                                | 法国（FRA） · 日姆·比尔巴 · Yann Bonato · Makan Dioumassi · Laurent Foirest · 蒂埃里·加杜 · Cyril Julian · Crawford Palmer · 安托万·里戈多 · 斯特凡纳·里萨切尔 · 洛朗·夏拉 · 穆斯塔法·松科 · 弗雷德里克·維斯                                                                           | 立陶宛（LTU） · Dainius Adomaitis · Gintaras Einikis · Andrius Giedraitis · 沙鲁纳斯·亚西克维丘斯 · Kęstutis Marčiulionis · Darius Maskoliūnas · Tomas Masiulis · 拉穆纳斯·希什考斯卡斯 · 達柳斯·桑蓋拉 · 绍柳斯·什托姆贝尔加斯 · 明道加斯·蒂明斯卡斯 · Eurelijus Žukauskas                    |
| 2004 雅典 （詳細）       | 阿根廷（ARG） · 卡洛斯·德尔菲诺 · 加夫列尔·费尔南德斯 · 马努·吉诺比利 · 莱昂纳多·古铁雷斯 · 瓦尔特·埃尔曼 · Alejandro Montecchia · 安德烈斯·诺西奥尼 · 法夫里西奥·奥韦尔托 · 佩佩·桑切斯 · 路易斯·斯科拉 · Hugo Sconochini · Rubén Wolkowyski           | 意大利（ITA） · 詹卢卡·巴西莱 · 马西莫·布莱里 · 罗伯托·基亚奇格 · 贾科莫·加兰达 · 卢卡·加里 · 丹尼斯·马尔科纳托 · 米凯莱·米安 · 詹马尔科·波泽科 · 尼古拉·拉杜洛维奇 · 亚历克斯·里盖蒂 · 鲁道夫·龙巴尔多尼 · 马泰奥·索拉尼亚                                                            | 美国（USA） · 卡梅隆·安东尼 · 卡洛斯·布泽尔 · 蒂姆·邓肯 · 艾倫·艾佛森 · 勒布朗·詹姆斯 · 李察·謝佛遜 · 斯蒂芬·马布里 · 肖恩·马里昂 · 拉马尔·奥多姆 · 埃米卡·奥卡福 · 阿玛雷·斯塔德迈尔 · 德维恩·韦德                                                                                            |
| 2008 北京 （詳細）       | 美国（USA） · 卡洛斯·布泽尔 · 贾森·基德 · 勒布朗·詹姆斯 · 德隆·威廉姆斯 · 迈克尔·里德 · 德维恩·韦德 · 科比·布莱恩特 · 迪韋特·侯活 · 克里斯·波什 · 克里斯·保罗 · 泰夏安·普林斯 · 卡梅隆·安东尼                                                           | 西班牙（ESP） · 保罗·加索尔 · 鲁迪·费尔南德斯 · 里奇·魯比奧 · 胡安·卡洛斯·納瓦羅 · 何塞·卡尔德隆 · 费利佩·雷耶斯 · 卡洛斯·希门尼斯 · 劳尔·洛佩斯 · 贝尔尼·罗德里格斯 · 馬克·蓋索 · Álex Mumbrú · 豪尔赫·加瓦霍萨                                                                       | 阿根廷（ARG） · 卡洛斯·德尔菲诺 · 马努·吉诺比利 · 罗曼·冈萨雷斯 · 莱昂纳多·古铁雷斯 · 胡安·佩德罗·古铁雷斯 · Federico Kammerichs · 安德烈斯·诺西奥尼 · 法夫里西奥·奥韦尔托 · 安东尼奥·波尔塔 · 巴勃罗·普里吉奥尼 · 保罗·金特罗斯 · 路易斯·斯科拉                                               |
| 2012 伦敦 （詳細）       | 美国（USA） · 泰森·钱德勒 · 凯文·杜兰特 · 勒布朗·詹姆斯 · 羅素·衛斯特布魯克 · 德隆·威廉姆斯 · 安德烈·伊格达拉 · 科比·布莱恩特 · 凯文·乐福 · 詹姆斯·哈登 · 克里斯·保罗 · 安東尼·戴維斯 · 卡梅隆·安东尼                                                   | 西班牙（ESP） · 保罗·加索尔 · 鲁迪·费尔南德斯 · 塞爾吉奧·羅德里格斯 · 胡安·卡洛斯·納瓦羅 · 何塞·卡尔德隆 · 费利佩·雷耶斯 · 維克多·克拉夫 · 費爾南多·聖埃米迪里奧 · 塞尔希奥·柳利 · 馬克·蓋索 · 賽爾吉·伊巴卡 · Víctor Sada                                                             | 俄罗斯（RUS） · 阿歷克謝·舍維德 · 季莫费·莫兹戈夫 · 谢尔盖·卡拉肖夫 · 維塔利·弗里德佐恩 · Alexander Kaun · 叶夫根尼·沃罗诺夫 · 维克托·赫里亚帕 · 賽姆楊·安托諾夫 · 谢尔盖·蒙尼亚 · 德米特里·赫沃斯托夫 · 安東·邦卡拉索夫 · 安德烈·根纳季耶维奇·基里连科                                        |
| 2016 里约热内卢 （詳細） | 美国（USA） · 吉米·巴特勒 · 凯文·杜兰特 · 德安德鲁·乔丹 · 凯尔·洛里 · 哈里森·巴恩斯 · 德玛尔·德罗赞 · 凯里·欧文 · 克雷·湯普森 · 德马库斯·考辛斯 · 保罗·乔治 · 卓雷蒙·格林 · 卡梅隆·安东尼                                                               | 塞尔维亚（SRB） · 米洛什·特奥多西奇 · 馬爾科·西蒙諾維奇 · 波格丹·波格丹諾維奇 · 斯特凡·馬爾科維奇 · 尼古拉·卡利尼奇 · 內馬尼亞·內多維奇 · 斯特凡·比尔切维奇 · 米羅斯拉夫·拉杜利察 · 尼古拉·約基奇 · 弗拉迪米尔·什蒂马茨 · 斯特凡·約維奇 · 米兰·马奇万                                  | 西班牙（ESP） · 保罗·加索尔 · 鲁迪·费尔南德斯 · 塞爾吉奧·羅德里格斯 · 胡安·卡洛斯·納瓦羅 · 何塞·卡尔德隆 · 费利佩·雷耶斯 · 維克多·克拉夫 · 吉列爾莫·埃爾南戈麥斯 · 亞歷克斯·阿比尼斯 · 塞尔希奥·柳利 · 尼古拉·米羅蒂奇 · 里奇·魯比奧                                                           |
| 2020 东京 （詳細）       | 美国（USA） · 巴姆·阿德巴約 · 德文·布克 · 凯文·杜兰特 · 傑拉米·格蘭特 · 卓雷蒙·格林 · 朱·哈勒戴 · 凱爾登·約翰遜 · 扎克·拉文 · 達米安·里拉德 · 贾维尔·麦基 · 克里斯·米德尔顿 · 傑森·塔圖姆                                                               | 法国（FRA） · 安德鲁·阿尔比西 · 尼古拉·巴頓 · 彼得·科尔纳利 · 南多·德科洛 · 穆斯塔法·法爾 · 埃文·富尼耶 · 鲁迪·戈贝尔 · 托马·厄泰尔 · 蒂莫泰·卢瓦乌-卡巴罗 · 法蘭克·尼利基納 · 樊尚·普瓦里耶 · 盖尔雄·亚布塞莱                                                                         | （AUS） · 阿隆·貝恩斯 · 马修·德拉维多瓦 · 丹特·艾克森 · 克里斯·古爾丁 · 喬許·格林 · 喬·英格爾斯 · 尼克·凯 · 乔克·兰代尔 · 帕特里克·米尔斯 · 杜普·里斯 · 内森·索比 · 马蒂斯·塞布尔 |
| 2024 巴黎 （詳細）       | 美国（USA） · 斯蒂芬·库里 · 安东尼·爱德华兹 · 勒布朗·詹姆斯 · 凯文·杜兰特 · 德里克·怀特 · 泰里斯·哈利伯顿 · 杰森·塔图姆 · 乔尔·恩比德 · 朱·霍勒迪 · 巴姆·阿德巴约 · 安东尼·戴维斯 · 德文·布克                                                           | 法国（FRA） · 法蘭克·尼利基納 · 尼古拉·巴图姆 · 安德鲁·阿尔比西 · 盖尔雄·亚布塞莱 · 伊萨亚·科尔迪尼耶 · 埃万·富尼耶 · 南多·德科洛 · 马蒂亚斯·莱索尔 · 鲁迪·戈贝尔 · 维克托·文班亚马 · 马修·斯特拉泽尔 · 比拉尔·库利巴利                                                                | 塞尔维亚（SRB） · 阿列克萨·阿夫拉莫维奇 · 波格丹·博格达诺维奇 · 德扬·达维多瓦茨 · 奥格年·多布里奇 · 马尔科·古杜里奇 · 尼古拉·约基奇 · 尼古拉·约维奇 · 瓦尼亚·马林科维奇 · 瓦西里耶·米齐奇 · 尼古拉·米卢蒂诺夫 · 菲利普·彼得鲁舍夫 · 乌罗什·普拉夫希奇                                          |

### 3×3篮球
| 届数               | 金牌                                                                                          | 银牌 | 铜牌                                                                                              |
| 2020 东京 （詳細） | 拉脱维亚（LAT） · 阿格尼斯·恰瓦斯 · 埃德加斯·克魯明斯 · 卡爾利斯·拉斯馬尼斯 · 諾睿斯·密亞齊斯 | 俄罗斯奥林匹克委员会（ROC） · 伊利亞·卡爾彭科夫 · 基里爾·皮斯克洛夫 · 斯坦尼斯拉夫·沙羅夫 · 亞歷山大·祖甫 | 塞尔维亚（SRB） · 杜尚·布卢特 · 德扬·迈斯托罗维奇 · 亚历山大·拉特科夫 · 米哈伊洛·瓦西奇           |
| 2024 巴黎 （詳細） | 荷兰（NED） · 扬·德里森 · 迪梅奥·范德霍斯特 · 阿尔文·斯拉赫特 · 沃尔蒂·德容                   | 法国（FRA） · 卢卡·迪苏利耶 · 蒂莫泰·韦吉亚 · 朱尔·朗博 · 弗兰克·塞格拉                                   | 立陶宛（LTU） · 沙鲁纳斯·温格利斯 · 金陶塔斯·马图利斯 · 奥雷利尤斯·普克利斯 · 埃瓦尔达斯·济奥吉斯 |

## 女子

### 篮球
| 届数                     | 金牌 | 银牌 | 铜牌 |
| 1976 蒙特利爾            | 苏联（URS） · Olga Barysheva · Tamāra Dauniene · Natalya Klimova · Tatyana Ovechkina · Angelė Rupšienė · Nadezhda Shuvayeva · Nadezhda Zakharova · 乌莉娅娜·谢苗诺娃 · Raisa Kurvyakova · Nelli Feryabnikova · Olga Sukharnova · Tetiana Zakharova       | 美国（USA） · 辛迪·布罗格登 · Susan Rojcewicz · 安·邁耶斯 · 卢西娅·哈里斯 · 南希·邓克尔 · 夏洛特·刘易斯 · 南希·利伯曼 · 盖尔·马奎斯 · 帕特里夏·罗伯茨 · 玛丽·安妮·奥康纳 · 帕特·黑德 · Juliene Simpson                                                        | 保加利亚（BUL） · Krasimira Bogdanova · Diana Dilova · Krasimira Gyurova · Penka Metodieva · Snezhana Mikhaylova · Girgina Skerlatova · Mariya Stoyanova · Margarita Shtarkelova · Petkana Makaveeva · Nadka Golcheva · Penka Stoyanova · Todorka Yordanova   |
| 1980 莫斯科              | 苏联（URS） · Olga Barysheva · Tatyana Ivinskaya · Nelli Feryabnikova · Vida Beselienė · Tatyana Ovechkina · Angelė Rupšienė · Lyubov Sharmay · 乌莉娅娜·谢苗诺娃 · Tetiana Nadyrova · Olga Sukharnova · Nadezhda Shuvayeva-Olkhova · Lyudmila Rogozhina | 保加利亚（BUL） · Krasimira Bogdanova · Vanya Dermendzhieva · Silviya Germanova · Petkana Makaveeva · Nadka Golcheva · Penka Stoyanova · Evladiya Slavcheva · Kostadinka Radkova · Snezhana Mikhaylova · Angelina Mikhaylova · Penka Metodieva · Diana Dilova | 南斯拉夫（YUG） · 薇拉·久拉什科维奇 · 梅尔萨达·贝契尔斯帕希奇 · 耶莉察·科姆内诺维奇 · 米拉·别多夫 · 武基察·米蒂奇 · 萨尼娅·奥热戈维奇 · 索菲娅·佩基奇 · 玛丽亚·通科维奇 · 佐丽察·久尔科维奇 · 韦斯娜·德斯波托维奇 · 比利亚娜·迈斯托罗维奇 · 亚斯米娜·佩拉齐奇 |
| 1984 洛杉矶              | 美国（USA） · 特雷莎·爱德华兹 · 利·亨利 · 莱内特·伍德沃德 · 安妮·多诺万 · 凯茜·博斯韦尔 · 谢丽尔·米勒 · 贾尼丝·劳伦斯·布拉克斯顿 · 辛迪·诺布尔 · 金·马尔基 · 丹尼丝·柯里 · 帕梅拉·麦吉 · 卡萝尔·门肯-绍特                                                | 韩国（KOR） · 崔爱英 · 金银淑 · 李亨淑 · 崔警姬 · 李美子 · 文敬子 · 金和顺 · 郑明姬 · 金英姬 · 成贞儿 · 朴赞淑 | 中国（CHN） · 陈月芳 · 李晓勤 · 巴燕 · 宋晓波 · 邱晨 · 王军 · 修丽娟 · 郑海霞 · 丛学娣 · 张惠 · 柳青 · 张月琴 |
| 1988 汉城                | 美国（USA） · 特雷莎·爱德华兹 · 卡米·埃思里奇 · 辛迪·布朗 · 安妮·多诺万 · 特雷莎·韦瑟斯庞 · 布丽奇特·戈登 · 薇姬·布丽特 · 安德烈娅·洛伊德·柯里 · 卡特里娜·麦克莱恩 · 珍妮弗·吉洛姆 · 辛西娅·库珀-戴克 · 苏齐·麦康奈尔-塞里奥                             | 南斯拉夫（YUG） · 斯托伊娜·万格洛夫斯卡 · 玛拉·拉基奇 · 扎娜·莱拉斯 · 埃莱奥诺拉·维尔德 · 科尔内利娅·克韦西奇 · 达妮拉·纳基奇 · 斯拉贾娜·戈利奇 · 波洛娜·多尔尼克 · 拉齐娅·穆亚诺维奇 · 韦斯娜·巴伊库沙 · 安杰利娅·阿尔布蒂纳 · 博亚娜·米洛舍维奇             | 苏联（URS） · Olga Buryakina · Yelena Khudashova · Vitalija Tuomaitė · Olga Yakovleva · Galina Savitskaya · Aleksandra Leonova · Olga Yevkova · Irina Sumnikova · Irina Minkh · Irina Gerlits · Olesya Barel · Natalya Zasulskaya                             |
| 1992 巴塞罗那            | 独联体（EUN） · Elen Bunatyants · Irina Sumnikova · Maryna Tkachenko · Irina Minkh · Irina Gerlits · Svetlana Zaboluyeva · Natalya Zasulskaya · Olena Zhyrko · Yelena Tornikidu · Yelena Shvaybovich · Yelena Khudashova · Yelena Baranova               | 中国（CHN） · 丛学娣 · 何军 · 李冬梅 · 李昕 · 刘军 · 柳青 · 彭萍 · 王芳 · 展淑萍 · 郑冬梅 · 郑海霞 | 美国（USA） · 薇姬·布丽特 · 戴德拉·查尔斯 · 辛西娅·库珀-戴克 · 克拉丽莎·戴维斯 · 梅迪娜·狄克逊 · 特雷莎·爱德华兹 · 塔米·杰克逊 · 卡罗琳·琼斯-扬 · 卡特里娜·麦克莱恩 · 苏齐·麦康奈尔-塞里奥 · 薇姬·奥尔 · 特雷莎·韦瑟斯庞                                      |
| 1996 亚特兰大            | 美国（USA） · 珍妮弗·阿齐 · 露茜·博尔顿 · 特雷莎·爱德华兹 · 韦努斯·莱西 · 莉萨·莱斯利 · 丽贝卡·洛博 · 卡特里娜·麦克莱恩 · 尼基·麦克雷 · 卡拉·麦吉 · 唐·斯特丽 · 凯蒂·斯特丁 · 谢丽尔·斯伍普斯                                                            | 巴西（BRA） · Roseli Gustavo · Marta Sobral · Silvia Andrea Santos Luz · Alessandra Oliveira · Cintia Santos · Claudia Maria Pastor · Hortência Marcari · Adriana Santos · Maria Angélica · Janeth Arcain · Maria Paula Silva · Leila Sobral                  | （AUS） · 萝宾·马厄 · 蕾切尔·斯波恩 · 米歇尔·蒂姆斯 · 米歇尔·布罗根 · 特丽莎·法伦 · 艾莉森·库克 · 卡拉·博伊德 · Sandy Brondello · 谢莉·桑迪 · 菲奥娜·鲁宾逊 · 米歇尔·钱德勒 · 珍妮·惠特尔                                                                     |
| 2000 悉尼 （詳細）       | 美国（USA） · 特雷莎·爱德华兹 · 约兰达·格里菲思 · 沙米克·霍尔兹克劳 · 露茜·博尔顿 · 莉萨·莱斯利 · 尼基·麦克雷 · 德丽莎·米尔顿-琼斯 · 凯蒂·史密斯 · 唐·斯特丽 · 谢丽尔·斯伍普斯 · 纳塔莉·威廉斯 · 卡拉·沃尔特斯                                           | （AUS） · 卡拉·博伊德 · Sandy Brondello · 特丽莎·法伦 · 米歇尔·格里菲斯 · 克丽丝蒂·哈罗尔 · 乔·希尔 · 劳伦·杰克逊 · 安妮·拉弗勒 · 谢莉·桑迪 · 蕾切尔·斯波恩 · 米歇尔·蒂姆斯 · 珍妮·惠特尔                                                                     | 巴西（BRA） · Janeth Arcain · Ilisaine David · Lilian Gonçalves · Helen Luz · Silvia Andrea Santos Luz · Cláudia das Neves · Alessandra Oliveira · Adriana Moisés Pinto · Adriana Santos · Cintia Santos · Kelly Santos · Marta Sobral                        |
| 2004 雅典 （詳細）       | 美国（USA） · 休·伯德 · 斯温·卡什 · 塔米卡·卡钦斯 · 约兰达·格里菲思 · 香农·约翰逊 · 莉萨·莱斯利 · 露丝·赖利 · 凯蒂·史密斯 · 唐·斯特丽 · 谢丽尔·斯伍普斯 · 黛安娜·陶乐西 · 蒂娜·汤普森                                                                    | （AUS） · Suzy Batkovic · Sandy Brondello · 特丽莎·法伦 · 克丽丝蒂·哈罗尔 · 劳伦·杰克逊 · 纳塔莉·波特 · 艾丽西亚·波托 · 贝琳达·斯内尔 · 蕾切尔·斯波恩 · 劳拉·萨默顿 · 彭妮·泰勒 · 艾莉森·特兰奎利                                                             | 俄罗斯（RUS） · Anna Arkhipova · Olga Arteshina · Yelena Baranova · Diana Goustilina · Maria Kalmykova · Elena Karpova · Ilona Korstin · Irina Osipova · Oxana Rakhmatulina · Tatiana Shchegoleva · Maria Stepanova · Natalia Vodopyanova                     |
| 2008 北京 （詳細）       | 美国（USA） · 西蒙妮·奥古斯塔斯 · 休·伯德 · 塔米卡·卡钦斯 · 西尔维娅·福尔斯 · 卡拉·劳森 · 莉萨·莱斯利 · 德丽莎·米尔顿-琼斯 · 坎达丝·帕克 · 卡皮·庞德克斯特 · 凯蒂·史密斯 · 黛安娜·陶乐西 · 蒂娜·汤普森                                                   | （AUS） · 埃琳·菲利普斯 · Tully Bevilaqua · 珍妮弗·斯克林 · 彭妮·泰勒 · Suzy Batkovic · 霍莉·格里马 · 克丽丝蒂·哈罗尔 · 劳拉·萨默顿 · 贝琳达·斯内尔 · 埃玛·兰德尔 · Rohanee Cox · 劳伦·杰克逊                                                                 | 俄罗斯（RUS） · Marina Kuzina · Oxana Rakhmatulina · Natalia Vodopyanova · 贝姬·哈蒙 · Marina Karpunina · Tatiana Shchegoleva · Ilona Korstin · Maria Stepanova · 葉卡特琳娜·麗絲娜 · Irina Sokolovskaya · Svetlana Abrosimova · Irina Osipova                |
| 2012 伦敦 （詳細）       | 美国（USA） · 林赛·惠伦 · 西蒙妮·奥古斯塔斯 · 休·伯德 · 玛雅·摩尔 · 安杰尔·麦考特里 · 阿丝贾·琼斯 · 塔米卡·卡钦斯 · 斯温·卡什 · 黛安娜·陶乐西 · 西尔维娅·福尔斯 · 蒂娜·查尔斯 · 坎达丝·帕克                                                              | 法国（FRA） · 伊莎贝尔·雅各布 · 昂黛内·米耶姆 · Clemence Beikes · 桑德里娜·格吕达 · Edwige Lawson-Wade · 塞利娜·迪梅尔克 · 弗洛朗丝·勒普龙 · 埃米莉·戈米 · 玛丽昂·拉博德 · 埃洛迪·戈丹 · Emmeline Ndongue · Jennifer Digbeu                                   | （AUS） · 詹娜·奥黑 · 萨曼莎·理查兹 · 珍妮弗·斯克林 · 阿比·毕晓普 · Suzy Batkovic · 凯瑟琳·麦克劳德 · 克丽丝蒂·哈罗尔 · 劳拉·霍奇斯 · 贝琳达·斯内尔 · 蕾切尔·贾里 · 莉兹·坎贝奇 · 劳伦·杰克逊                                                                 |
| 2016 里约热内卢 （詳細） | 美国（USA） · 林赛·惠伦 · 西蒙妮·奥古斯塔斯 · 休·伯德 · 玛雅·摩尔 · 安杰尔·麦考特里 · 布里安娜·斯图尔特 · 塔米卡·卡钦斯 · 埃琳娜·德勒·多恩 · 黛安娜·陶乐西 · 西尔维娅·福尔斯 · 蒂娜·查尔斯 · 布里特妮·格里纳                                             | 西班牙（ESP） · 莱蒂西娅·罗梅罗 · 劳拉·尼科尔斯 · 西尔维娅·多明格斯 · 阿尔瓦·托伦斯 · 拉娅·帕劳 · Marta Xargay · 莱昂诺尔·罗德里格斯 · 卢西拉·帕斯夸 · 安娜·克鲁斯 · 劳拉·克韦多 · 劳拉·希尔 · Astou Ndour                                                    | 塞尔维亚（SRB） · 塔玛拉·拉多查伊 · 索尼娅·瓦西奇 · 萨莎·查乔 · 莎拉·克尔尼奇 · 内韦娜·约万诺维奇 · 耶莱娜·布鲁克斯 · 达亚娜·布图利亚 · 德拉加娜·斯坦科维奇 · 亚历山德拉·茨尔文达基奇 · 米莉察·达博维奇 · 安娜·达博维奇 · 丹妮尔·佩奇                         |
| 2020 东京 （詳細）       | 美国（USA） · 阿丽尔·阿特金斯 · 休·伯德 · 蒂娜·查尔斯 · 纳菲莎·科利尔 · 斯凯拉·迪金斯-史密斯 · 西尔维娅·福尔斯 · 切尔茜·格雷 · 布里特妮·格里纳 · 朱厄尔·劳埃德 · 布里安娜·斯图尔特 · 黛安娜·陶乐西 · 阿贾·威尔逊                                         | 日本（JPN） · 赤穗向日葵 · 林咲希 · 町田瑠唯 · 马瓜伊夫琳 · 宫崎早织 · 宮澤夕貴 · 三好南穗 · 本橋菜子 · 長岡萌映子 · 歐可耶桃仁花 · 高田真希 · 东藤奈奈子 | 法国（FRA） · 亚历克西娅·沙尔特罗 · 埃莱娜·西亚 · 阿莉克丝·迪谢 · 马琳·福图 · 桑德里娜·格吕达 · 马琳·若阿内斯 · 萨拉·米歇尔 · 昂黛内·米耶姆 · 伊利亚娜·吕佩尔 · 迪昂德拉·恰乔翁 · 瓦莱丽安·武科萨夫列维奇 · 蓋比·威廉斯                                       |
| 2024 巴黎 （詳細）       | 美国（USA） · 纳菲莎·科利尔 · 卡利娅·科珀 · 切尔茜·格雷 · 布里特妮·格里纳 · 萨布丽娜·约内斯库 · 朱厄尔·劳埃德 · 凯尔茜·普拉姆 · 布里安娜·斯图尔特 · 黛安娜·陶乐西 · 阿莉莎·托马斯 · 阿贾·威尔逊 · 杰姬·扬                                                | 法国（FRA） · 马琳·福图 · 亚历克西娅·谢里 · 萨拉·米歇尔 · 瓦莱丽安·武科萨夫列维奇 · 伊利亚娜·吕佩尔 · 雅内勒·萨隆 · 多米妮克·马隆加 · 加比·威廉斯 · 玛丽梅·巴迪亚内 · 马琳·若阿内斯 · 勒伊拉·拉康 · 罗马娜·贝尔尼                                             | （AUS） · 杰德·墨尔本 · 克丽丝蒂·华莱士 · 斯蒂芬妮·塔尔博特 · 特丝·马德根 · 阿兰娜·史密斯 · 埃齐·马格贝戈 · 玛丽安娜·托洛 · 凯拉·乔治 · 埃米·阿特韦尔 · 伊索贝尔·博莱斯 · 劳伦·杰克逊 · 萨米·惠特科姆                                                         |

### 3×3篮球
| 届数               | 金牌                                                                                | 银牌 | 铜牌                                                                  |
| 2020 东京 （詳細） | 美国（USA） · 史蒂芬妮·道爾森 · 艾莉莎·格雷 · 凱爾西·普魯姆 · 杰姬·扬               | 俄罗斯奥林匹克委员会（ROC） · 葉夫根尼婭·弗洛金娜 · 奧爾加·弗羅基娜 · 尤利婭·科濟克 · 安娜斯塔西亞·洛古諾娃 | 中国（CHN） · 万济圆 · 王丽丽 · 杨舒予 · 张芷婷                       |
| 2024 巴黎 （詳細） | 德国（GER） · 玛丽·赖歇特 · 埃莉萨·梅维乌斯 · 索尼娅·格赖纳赫 · 斯文娅·布伦克霍斯特 | 西班牙（ESP） · 维加·希梅诺 · 桑德拉·伊格拉维德 · 胡安娜·卡米利翁 · 格拉西亚·阿隆索·德阿米尼奥              | 美国（USA） · 迪亚丽卡·汉比 · 谢拉·伯迪克 · 黑莉·范利特 · 赖恩·霍华德 |